# Séquences d'homozygotie
Les séquences d'homozygotie ou "runs of homozigizity" (ROH) sont un outil de génomique comparative(en) entre enchaînements de séquences nucléotidiques contiguës présentant une certaine homozygotie. Ainsi une séquence isolée est une séquence double (car autozygote) d'un seul tenant avec une taille déterminée-mesurée. La comparaison des séquences peut porter aussi bien sur des génotypes que des SNP. Le but est d'évaluer à la fois la consanguinité chez un individu ou une population, et l'ancienneté-fréquence des croisements consanguins dans la lignée, voire d'établir des gradients.
Par exemple il est possible de déterminer qu'en Espagne, le sanglier sauvage ibérique présente une consanguinité moyenne de presque 30%, comparable à la moyenne retrouvée au sein de la race Chato Murciano de porc domestique. Cependant cette consanguinité est ancienne chez le sanglier (ROH courts), et beaucoup plus récente chez le Chato Murciano (ROH très longs -- goulot d'étranglement estimé aux années 1990's).
Il est aussi possible d'évaluer la corrélation entre fitness et ROH. Cela permet de mettre en lumière certains corrélations entre la présence d'un haplotype donné et l'importance de son impact au sein d'une population.